# イオー・ジマ級強襲揚陸艦
イオー・ジマ級強襲揚陸艦（イオージマきゅうきょうしゅうようりくかん、英語: Iwo Jima-class amphibious assault ship）は、アメリカ海軍の強襲揚陸艦（ヘリコプター揚陸艦: LPH）の艦級。世界初の新造ヘリ空母として、1958年度から1966年度で計7隻が建造された。ネームシップの建造単価は約4000万ドル。基本計画番号は、初期型がSCB-157、後期建造艦がSCB-157A。

## 来歴

### APA-MとCVHA
ヘリコプターの発達を受けて、アメリカ海兵隊では、これを水陸両用作戦で活用するための研究を進めていた。これはヘリボーンの戦術的な利点を活かすと同時に核戦争への対応策としての面もあり、部隊の集結・散開を迅速に行えるために戦術核兵器の標的になりにくいこと、また放射性物質を含んだ津波の影響も避けやすいことなどが評価された。1947年12月にはシコルスキーR-5を装備する実験飛行隊として第1海兵ヘリコプター飛行隊（HMX-1）が編成され、同機の貧弱な輸送力にもかかわらず、1948年5月の上陸演習「オペレーション・パッカードII」では護衛空母「パラオ」を母艦としたヘリボーンを実施して、その有用性を立証した。しかしながら、戦後の軍事予算削減に加えて、水陸両用作戦という作戦形態の将来性が疑問視されたことから、海兵隊のヘリコプターに関する研究はなかなか進捗しなかった。
その後、1950年9月の仁川上陸作戦で水陸両用作戦の価値が実証され、また朝鮮戦争を通じてヘリコプターの有用性が確認されたことから、1951年7月、海兵隊総司令官はヘリコプターによる空中強襲という構想を再検討することにした。これに伴い、その母艦となるヘリ空母も検討されるようになったが、この時点では、攻撃輸送艦（APA）および攻撃貨物輸送艦（AKA）にヘリ空母を組み合わせたものとして、APA-Mと仮称されていた。1954年8月には、大西洋艦隊の水陸両用部隊（PHIBLANT）は、LSTにかえてAKA-Mを建造するように提言した。1955年には、空中強襲というコンセプトについて検討するため、モスボールされていた護衛空母「セティス・ベイ」が強襲ヘリコプター空母 (CVHA) に改装された。これにより、同艦は、世界で初めてヘリコプター運用に適合させて改装された航空母艦となった。

### LPHとしての新造
同艦での試験と平行して、より本格的な改装ないし新造艦についての検討が進められた。改造母体としては、軽巡洋艦や重巡洋艦、更にノースカロライナ級戦艦まで検討されたが、いずれも棄却された。護衛空母では20ノットの速力を維持できるかが不安視され、軽空母ならその面の不安はないものの、母体となる数が不足していた。マリナー型貨物船では所定の機数を搭載できるかが不安視された。この結果、1955年4月には、1957年度で新造艦2隻を取得することでほぼ決しており、11月までにはSCB-157と称されるようになっていた。
一方で、既存の艦の改修についての検討も進められており、1957年度では、この新造LPHに加えて、「ブロック・アイランド」の改装が盛り込まれていた。同艦は「セティス・ベイ」より一回り大きく、従ってヘリ空母としても有用と期待された。またこれにあわせて、これらの艦が航空母艦の保有枠を圧迫しないように揚陸艦のカテゴリに移すことになり、ヘリコプター揚陸艦（LPH）という新艦種が創設された。その後、他のミサイル艦などに予算を転用するため、同年度でのLPHは新造・改装ともにキャンセルされたが、1956年秋には、1958年度予算でLPHの新造を再度要求することが決定された。1956年11月6日には最終的な諸元が決定され、1958年度予算で1隻が建造されることになった。またその後、1959・1960年度で2隻、1962・63年度で2隻、そして1965・66年度で2隻が追加された。これが本級であり、世界初の新造ヘリ空母となった。また同級の竣工までの漸進策として、エセックス級航空母艦3隻もボクサー級として改装された。

## 設計

### 船体
1955年4月の段階では、艦橋構造物の前後に飛行甲板を分割する案も検討されていたものの、SCB-157として具体化した時点では空母と同様に全通飛行甲板を有することになっており、未成に終わった護衛空母（SCB-43計画艦）との類似性が指摘されていた。艦内容積の確保と船価の低減のため、船体は攻撃貨物輸送艦などに準じて幅と乾舷の大きな商船構造とされた。
ヘリコプター甲板の艦首部分は舷側のフレアと一致しており、丸みを帯びていた。また所定の船体幅を確保しつつパナマ運河を通過可能とするため、最も幅が広い部分は水線下に設定されている。なお最初期の設計案ではフィンスタビライザーが備えられていたが、これを削除すれば100万ドルの削減になると試算されたため、実艦では搭載されなかった。このためもあって本級では安定性に問題があり、海況が少しでも悪化すると、乗員の多くが船酔いに悩まされたといわれた。
航空燃料（JP-5） 404,000ガロン、車両および舟艇用の燃料30,000ガロンを搭載できる。
本級の船体設計は、ブルー・リッジ級揚陸指揮艦に流用された。

### 機関
海兵隊は、本級に25ノットの速力を要望していたが、そのためには50,000馬力の主機が必要となり、コスト面や人員面から実現困難であった。また設計の最初期段階では、生残性の観点から、2軸推進で機械室のシフト配置も検討されていたが、後にコスト削減のために1軸推進に変更された。最終的にマリナー型貨物船と同形式の主機が採用され、ウェスティングハウス社（LPH-10はド・ラヴァル社、LPH-12はゼネラル・エレクトリック社）製蒸気タービン1基が搭載されて、1軸の推進器を駆動した。
コンバッション・エンジニアリング社（LPH-9のみバブコック・アンド・ウィルコックス社）製のボイラーが2缶搭載された。蒸気性状は、第二次世界大戦世代で標準的な圧力42.3 kgf/cm2 (602 lbf/in2)、温度467 °C (873 °F)とされ、新世代の空母・駆逐艦で採用された高温高圧の蒸気性状よりは保守的なものとなった。
なお電源容量は6,500キロワットであった。

## 能力

### 航空運用機能
全通飛行甲板は長さ183.7メートル×幅31.7メートルを確保して、7個のヘリコプター発着スポットが設定されており、中型のCH-46なら7機、大型のCH-53なら4機の同時運用が可能とされた。ただしヘリコプター揚陸艦であったことから、カタパルトやアレスティング・ギアなど固定翼機の運用設備はもたなかった。
飛行甲板と格納庫を連絡するため、左舷中央部とアイランド後方の右舷側に1基ずつのデッキサイド式エレベーターが設置された。パナマ運河の通過を想定して、これは折りたたみ可能であり、力量は22.6トン（LPH-7, 9, 10は約20トン）であった。またこのほかに、小型の弾薬用エレベーター（力量7トン）2基も設置された。
ギャラリーデッキを挟んで下方には長さ70メートルの格納庫が設けられた。ただし設計段階ではHR2S（シコルスキーS-56）が想定されていたことから、これとほぼ同大のCH-46であれば20機を搭載できたのに対し、より大型のCH-53の場合、搭載数は一気に11機まで減ってしまうことになった。
LPHの計画段階の時点で、既にまもなく実用化されると予測されていた垂直離着陸機（VTOL機）の運用について議論されていた。その後、海兵隊がAV-8Aハリアーの配備を開始したのを受けて、まず制海艦コンセプトの評価試験のため、1972年から1974年にかけて、4番艦「グアム」にAV-8A攻撃機とSH-3哨戒ヘリコプターが搭載された。そして1974年9月より、同艦を皮切りに、作戦展開が開始された。通常の搭載定数は4機とされていたが、必要であれば最大12機を搭載できた。なお本級では、上陸部隊用の物資搭載スペースを転用してソノブイや短魚雷を搭載し、護衛空母として活動することも想定されていたが、実際にそのような任務に就くことはなかった。

### 輸送揚陸機能
本級は大隊揚陸チーム（BLT）1個を収容できるように設計された。上陸部隊の人員としては、将校193名、下士官兵1,806名を乗艦させることができた。彼らの装備を収容するため、艦内には、格納庫とは別に車両甲板279平方メートルと貨物搭載スペース1120立方メートルが設けられた。また上陸部隊が戦術核兵器を運用するためのラクロス短距離弾道ミサイルの搭載も想定されていた。
APA-Mの試案の段階では、LCU 1隻とLCM 2隻を収容するウェルドックが設けられていたが、本級の設計には盛り込まれず、物資・人員の揚陸にはヘリコプターのみを使用することとされた。しかし1960年代中盤に上陸戦能力に関する再検討が行われた結果、このままでは艦隊としての重装備の揚陸能力が不足することが判明し、また飛行不能の荒天時の運用に問題が生じたこともあって、上陸用舟艇の運用能力の追加が模索されることになった。6番艦「ニューオーリンズ」ではLCPL 2隻とLCVP 12隻、その運用人員97名の収容能力を付与することが計画されたが、そのためには船体を52フィート (16 m)延長して排水量を1,800トン増大する必要があり、艦尾トリムにつながることから、大規模な再設計が必要となり、工期の遅れと建造費の増大が懸念されて、断念された。そのかわりに、最終7番艦「インチョン」ではLCVP 2隻を艦の後部のダビットに搭載したが、LVTP水陸両用車の運用能力をもたないために海兵隊には不満が残り、ウェルドックを備えたタラワ級強襲揚陸艦の建造につながった。
なお医療施設も充実しており、手術室やX線撮影室、病室や隔離室、血液検査室、薬局、歯科治療室を備え、病床は300床を確保可能とされた。

### 個艦防御機能
武装としては、当初は50口径76mm連装速射砲（Mk.33 3インチ砲）が採用されており、2基はアイランド前方に、1基は艦尾右舷、もう1基は艦尾左舷に設置された。これらの3インチ連装砲はいずれも開放砲架に搭載されたが、最後の2隻のみ砲盾を備えた砲塔とされた。
その後、1970年から1974年にかけて、3インチ砲のうち2基がシースパローBPDMSのMk.25 8連装発射機に換装された。またその後には、ファランクスCIWSも追加装備されたが、この際、「オキナワ」のみはシースパロー発射機から換装するかたちとなった。
電子戦装置としては、当初はAN/WLR-1電波探知装置（ESM）とAN/SLQ-5電波妨害装置（0.1～100 MHz）が搭載された。その後、電波妨害装置をAN/ULQ-6に更新したのち、一括してAN/SLQ-32(V)3電波探知妨害装置に換装され、またMk 36 SRBOC（6連装デコイ発射機4基）も搭載された。
なおレーダーとしては、対空捜索用にはAN/SPS-12、対水上捜索用にはAN/SPS-10が搭載され、後に前者はAN/SPS-40に更新された。AN/SPS-8高角測定レーダーの搭載も予定されていたが、これは実現しなかった。また航空管制用の精測レーダーとしてAN/SPN-6、AN/SPN-10、AN/SPN-35、AN/SPN-43が順次に搭載されたほか、戦術航法装置としてはAN/SRN-6、後にAN/URN-25が搭載された。

## 歴代強襲揚陸艦との比較
|              |            | LHA アメリカ級                | LHA アメリカ級                | LHD ワスプ級                  | LHD ワスプ級                  | LHA タラワ級 (最終状態)       | LPH イオー・ジマ級 (最終状態) |
| フライトI    | フライト0  | 8番艦                         | 1-7番艦                       |                               |                               | LHA タラワ級 (最終状態)       | LPH イオー・ジマ級 (最終状態) |
| ------------ | ---------- | ----------------------------- | ----------------------------- | ----------------------------- | ----------------------------- | ----------------------------- | ----------------------------- |
| 船体         | 満載排水量 | 50,000 t以上                  | 45,570 t                      | 41,335 t                      | 40,650 t                      | 39,300 t                      | 18,300 t                      |
| 船体         | 全長       | 257.3 m                       | 257.3 m                       | 257.3 m                       | 257.3 m                       | 254.2 m                       | 180.4 m                       |
| 船体         | 最大幅     | 32.3 m                        | 32.3 m                        | 42.7 m                        | 42.7 m                        | 38.4 m                        | 31.7 m                        |
| 機関         | 方式       | CODLOG                        | CODLOG                        | CODLOG                        | 蒸気タービン                  | 蒸気タービン                  | 蒸気タービン                  |
| 機関         | 出力       | 70,000 hp                     | 70,000 hp                     | 72,000 hp                     | 77,000 hp                     | 77,000 hp                     | 22,000 hp                     |
| 機関         | 速力       | 22ノット                      | 22ノット                      | 22ノット                      | 22ノット                      | 24ノット                      | 23ノット                      |
| 兵装         | 砲熕       | 25mm単装機関砲×2 - 4基        | 25mm単装機関砲×2 - 4基        | 25mm単装機関砲×2 - 4基        | 25mm単装機関砲×2 - 4基        | 25mm単装機関砲×2 - 4基        | 76mm連装砲×2基                |
| 兵装         | 砲熕       | ファランクス 20mmCIWS×2 - 3基 |                               |                               |                               |                               |                               |
| 兵装         | 砲熕       | 12.7mm連装機銃×3 - 8基        | 12.7mm連装機銃×3 - 8基        | 12.7mm連装機銃×3 - 8基        | 12.7mm連装機銃×3 - 8基        | 12.7mm連装機銃×3 - 8基        | ―                             |
| 兵装         | ミサイル   | ESSM 8連装発射機×2基          | ESSM 8連装発射機×2基          | シースパロー 8連装発射機×2基  | シースパロー 8連装発射機×2基  | ―                             | シースパロー 8連装発射機×2基  |
| 兵装         | ミサイル   | RAM 21連装発射機×2基          |                               |                               |                               |                               | シースパロー 8連装発射機×2基  |
| 航空運用機能 | 飛行甲板   | 全通（STOVL対応）             | 全通（STOVL対応）             | 全通（STOVL対応）             | 全通（STOVL対応）             | 全通（STOVL対応）             | 全通（STOVL対応）             |
| 航空運用機能 | 航空燃料   | 不明                          | 3,813 t                       | 1,960 t                       | 約1,200 t                     | 約1,200 t                     | 約1,200 t                     |
| 航空運用機能 | 搭載機数   | AV-8Bなら24機、F-35Bなら20機  | AV-8Bなら24機、F-35Bなら20機  | AV-8Bなら24機、F-35Bなら20機  | AV-8Bなら24機、F-35Bなら20機  | AV-8Bなら20機                 | AV-8なら12機                  |
| 航空運用機能 | 搭載機数   | MV-22Bなら42機                | MV-22Bなら42機                | MV-22Bなら42機                | MV-22Bなら42機                | CH-46なら38機                 | CH-46なら20機                 |
| 輸送揚陸機能 | 舟艇       | LCACなら2隻                   | なし                          | LCACなら3隻 LCM(6)なら12隻    | LCACなら3隻 LCM(6)なら12隻    | LCACなら1隻 LCM(6)なら20隻    | なし （7番艦のみLCVP×2隻）    |
| 輸送揚陸機能 | 上陸部隊   | 1個大隊揚陸チーム (約1,900名) | 1個大隊揚陸チーム (約1,900名) | 1個大隊揚陸チーム (約1,900名) | 1個大隊揚陸チーム (約1,900名) | 1個大隊揚陸チーム (約1,900名) | 1個大隊揚陸チーム (約1,900名) |
| 同型艦数     | 同型艦数   | 9隻予定                       | 2隻                           | 1隻                           | 7隻（1隻退役）                | 5隻（退役）                   | 7隻（退役）                   |

## 同型艦
1961年から1970年にかけて7隻が就役した。その後、機雷戦指揮艦(MCS-12)に改造された「インチョン」を除いて、1992年から1998年にかけて6隻が退役し、「インチョン」も2002年に退役した。

### 一覧表
| 艦番号 | 艦名                             | 建造                     | 起工            | 進水           | 就役            | 退役            | 由来                   |
| ------ | -------------------------------- | ------------------------ | --------------- | -------------- | --------------- | --------------- | ---------------------- |
| LPH-2  | イオー・ジマ USS Iwo Jima        | ピュージェット・サウンド | 1959年 4月2日   | 1960年 9月17日 | 1961年 8月26日  | 1993年 7月14日  | 硫黄島の戦い           |
| LPH-3  | オキナワ USS Okinawa             | フィラデルフィア         | 1960年 4月1日   | 1961年 8月19日 | 1962年 4月14日  | 1992年 12月17日 | 沖縄戦                 |
| LPH-7  | ガダルカナル USS Guadalcanal     | フィラデルフィア         | 1961年 9月1日   | 1963年 3月16日 | 1963年 7月20日  | 1994年 8月31日  | ガダルカナル島の戦い   |
| LPH-9  | グアム USS Guam                  | フィラデルフィア         | 1962年 11月15日 | 1964年 8月22日 | 1965年 1月16日  | 1998年 8月25日  | グアムの戦い           |
| LPH-10 | トリポリ USS Toripoli            | インガルス               | 1964年 6月15日  | 1965年 7月31日 | 1966年 8月6日   | 1995年 9月8日   | トリポリ戦争           |
| LPH-11 | ニューオーリンズ USS New Orleans | フィラデルフィア         | 1966年 3月1日   | 1968年 2月3日  | 1968年 11月16日 | 1997年 10月1日  | ニューオーリンズの戦い |
| LPH-12 | インチョン USS Inchon            | インガルス               | 1968年 4月8日   | 1969年 5月24日 | 1970年 6月20日  | 2002年 6月20日  | 仁川上陸作戦           |

### 運用史
1番艦「イオー・ジマ」は、宇宙で機械船の爆発事故を起こし帰還が危ぶまれるに至ったアポロ13号を回収した船としても有名である。アポロ13号の乗組員の無事を伝えるニュースは、（無線を除いては）イオー・ジマによってもたらされた。
「ニューオーリンズ」は、除籍保管後の2010年、ハワイ諸島沖にてRIMPAC 2010における実艦標的として用いられ、多数の砲弾と航空爆弾、及び対艦ミサイルの実弾射撃を受けた末に横転、沈没した。

## 登場作品

### 映画
『アポロ13』
エンディングに「イオー・ジマ」が登場。ただし、「イオー・ジマ」はすでに退役していたため、撮影は6番艦 「ニューオーリンズ」を使用して行われている。また本作では、「イオー・ジマ」艦長役でアポロ13号船長のジム・ラヴェル本人が出演している(カメオ出演）。